# 索包代吉哈佐
索包代吉哈佐（匈牙利語：Szabadegyháza）是匈牙利费耶尔州所辖的一个村。总面积41.64平方公里，总人口2204，人口密度52.9人/平方公里（2011年1月1日）。